# ريان فوستر
ريان فوستر (بالإنجليزية: Ryan Foster)‏ هو منافس ألعاب قوى أسترالي، ولد في 26 أغسطس 1988 في هوبارت في أستراليا.

## وصلات خارجية
- ريان فوستر على موقع الاتحاد الدولي لألعاب القوى (الإنجليزية)
- ريان فوستر على موقع النتائج التاريخية لألعاب القوى الأسترالية (الإنجليزية)
- ريان فوستر على موقع TFRRS.org (الإنجليزية)